# Epipocus opacus
Epipocus opacus es una especie de coleóptero de la familia Endomychidae.

## Distribución geográfica
Habita en Arizona (Estados Unidos).